# Stridsledningssystem bataljon
Stridsledningssystem bataljon (SLB) är ett nytt[när?] stridsledningssystem för bataljon och nedåt för markförbanden i Sveriges försvarsmakt.
Förutom att kunna visa egna och fientliga förband på en karta finns även funktioner för logistik och röstkommunikation inbyggt. Systemet är planerat att börja införas på svenska förband under 2015 och vara i full drift från och med 2020.